# Piemontyt
Piemontyt (epidot manganowo-żelazowy) – minerał z grupy krzemianów, bogata w żelazo i mangan odmiana epidotu. Nazwa pochodzi od Piemontu we Włoszech, gdzie został odkryty.

## Właściwości
Wykazuje silny pleochroizm. Tworzy kryształy jednoskośne, słupkowe i igiełkowe. Występuje w skupieniach promienistych, ziarnistych, zbitych. Bardzo często współwystępuje z kwarcem, glaukofanem, braunitem, rodonitem, rodochrozytem.

## Występowanie
Piemontyt jest minerałem bardzo rzadkim. Spotykany jest w złożach manganu, w łupkach. Bardzo rzadko występuje w pegmatytachi skałach wulkanicznych.
Miejsca występowania: Włochy – (Valle d'Aosta, Piemont), Francja – (wyspa Croix), Japonia – (wyspa Sikoku), USA – Arizona, Nowa Zelandia.
W Polsce występuje na Dolnym Śląsku (okolice Marcinkowa k. Stronia Śląskiego).

## Zastosowanie
- Ma znaczenie naukowe,
- wzbudza również zainteresowanie kolekcjonerów,
- bywa szlifowany na potrzeby zbieraczy i do ekspozycji muzealnych.